# Whangamomona
Whangamomona est une commune dans le district de Stratford et dans la région de Manawatu-Wanganui, en Nouvelle-Zélande.
La petite ville est connue comme micronation. En 1989, pour protester contre la réforme administrative qui divise son territoire entre ces deux régions, la commune proclame son indépendance en tant que république et célèbre depuis une fête populaire, le "Republic Day".

## Géographie
Whangamomona se situe dans l'ouest de l'île du Nord, dans la région de Manawatu-Wanganui, en Nouvelle-Zélande, à mi-chemin entre les villes de Stratford et de Taumarunui, et est associée depuis le début du district de Stratford. Le territoire de la commune est traversé par la State Highway 43 (en), surnommé la "route du monde oublié" et qui n'a rien d'une autoroute, et la Ligne Stratford - Okahukura (en).
La commune doit son nom à la rivière Whangamomona qui la traverse pour rejoindre le Whanganui.

## Histoire
La vallée de la Whangamomona est explorée pour la première fois par Joshua Morgan en 1893. Deux ans plus tard, les premiers colons arrivent dans la vallée, surtout des prospecteurs d'or de la côte ouest de l'île du Sud. Ils fondent la colonie de Wangamomona et la surnomment "Valley of Plenty" (vallée de l'abondance). En 1901, elle prend l'orthographe de Whangamomona.
En 1897, le gouvernement vend le territoire qui est vite redistribué. Loin de l'administration du district, les colons vivent leur indépendance. Insatisfaits par la lourde bureaucratie du Stratford County Council, les habitants de Whangamomona se déclarent indépendants et autonomes en créant en 1908 le Whangamomona County Council. Le village se développe fortement. Cependant il perd 51 habitants durant la Première Guerre mondiale et subit une grave inondation en 1924 qui cause un premier exode. Le chemin de fer arrive en 1933 et l'électricité en 1959. Après 50 années de budget serré, la commune revient sur son indépendance en 1955 et se rattache au Stratford County Council. Dans les années 1960 et 1970, elle connaît un immense déclin. Les ouvriers qui ont construit la ligne (endommagée en 2009 après un accident, elle n'est pas réparée) s'en vont. À la fin des années 1970, la population a diminué de 70 %. L'école ferme en 1979 et la poste neuf ans plus tard. L'hôtel demeure en activité réduite.

## La République de Whangamomona

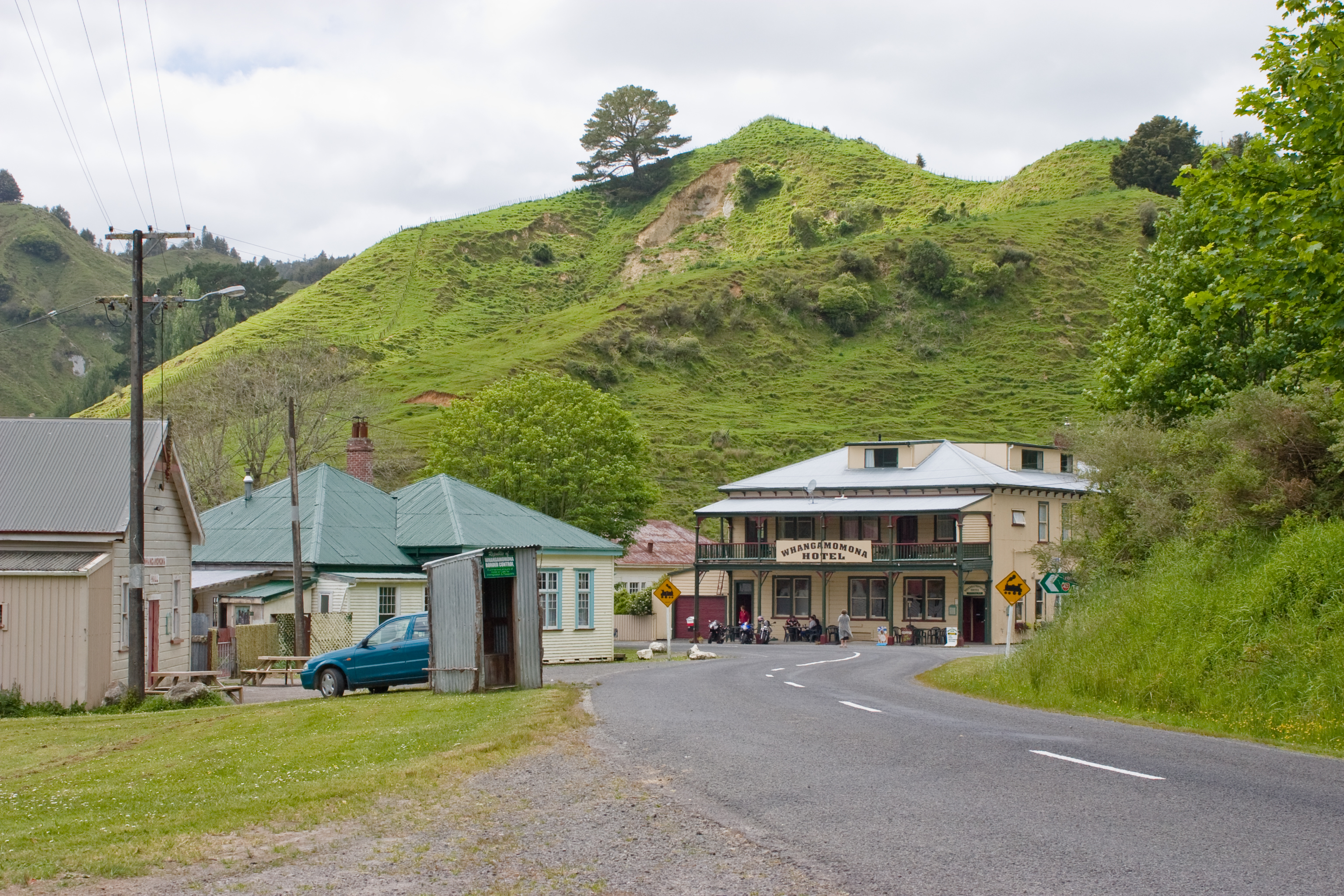
Le poste frontière et l'hôtel

En 1989, une réforme administrative de la Nouvelle-Zélande est présentée, elle met l'accent une continuité des bassins versants. Se basant sur les bassins des rivières Whangamomona et Tangarakau qui se jettent dans le Whanganui, elle prévoit ainsi que le territoire de la commune soit divisée entre la région de Manawatu-Wanganui, nouvellement créée, et celle de Taranaki tandis que la commune resterait dans le district de Stratford. Les contestataires, les "rebelles", rétablissent la Whangamomona County Council. Une pétition regroupe les signatures des 40 habitants du village", 138 autres habitants de la commune et de 400 autres Néo-Zélandais. Mais le County Council n'est pas reconnu, la protestation n'est pas entendue.
Insatisfaits, les habitants de la commune et des environs se réunissent à l'hôtel du village le 1er novembre 1989 déclarent l'indépendance et fondent la Republic of Whangamomona. Ils décident aussi d'un "jour de fête nationale" et de la maintenir jusqu'à l'abolition de la réforme.
Cette fête qui se tient fin janvier pour célébrer l'été est annuel jusqu'en 2001 puis se déroule tous les deux ans. Un passeport symbolique est émis, il vaut 5 NZD et permet l'accès à la fête. On organise ce jour-là une fête populaire avec des activités telles que la course de moutons ou de cochons, le lancer de bottes en caoutchouc, le maniement du fouet, le bain avec les anguilles et le dépiautage d’opossums. Cette réputation d'une fête cambroussarde dans un village fantôme attire les touristes, principalement de l'île (6 000 en 2013).

### Les présidents
Le jour de la fête nationale, le premier samedi après le 18 janvier, est aussi le jour de l'élection du président de la République :
- Ian Kjestrup (1989–1999) : élu à son insu pour avoir été le premier à déposer un bulletin de vote.
- Billy Gumboot la chèvre (1999–2001) : Premier animal élu, cette chèvre l'a remporté en mangeant le bulletin des autres candidats[1].
- Tai le caniche (2003–2004) : Tai se retire après qu'une tentative d'assassinat[1] lui a causé une dépression nerveuse.
- Murt « Murtle the Turtle » Kennard (2005–2015) : le garagiste du village l'emporte face à "Miriam", un(e) travesti(e), et Ian Kjestrup (l’ancien président déjà décédé)[1]. En 2009 il est réélu par une voix d'avance puis en 2011 par une majorité écrasante[10].
- Vicki Pratt (2015–2017) : première présidente de la République.
- John Herlihy (depuis 2017) : Herlihy l'emporta face à Jack Spearow, à Lili Jiao (qui voulait devenir un chat en cas d'élection) et à Ted (qui était déjà un chat), malgré les soupçons de fraude électorale pesant sur M. Spearow[11]. Le 19 janvier 2019, jour de la fête nationale, le président Herlihy fut réélu pour un second mandat, face à  Maketoni l'ours en peluche, Sherman le cacatoès, Eunice la brebis et Griff Robb (dont le programme incluait la promotion du tourisme maritime). L'élection fut controversée à la suite de la disparition de la candidate Eunice, les observateurs soulignant la vente suspecte de sandwiches au mouton au barbecue de la République[12].